# 欽慈陳皇后
欽慈皇后（1054年—1089年），陳姓，真名失考。陳守貴之女。中國古代宋朝女性皇族。出身開封府，為神宗嬪御、徽宗生母。

## 生平
陳氏自幼姿色美麗，聰穎莊重，及長選入掖庭，年十七為御侍。元豐五年（1082年）十月，生子趙佶。十一月，封才人。八年（1085年）四月，進美人。宋神宗去世後，陳美人守護著宋神宗的永裕陵，因思念著神宗的舊恩，悲傷過度造成身體瘦弱。侍女想讓陳美人喝粥吃藥，但她把粥、藥都撤去，說：「若能早早去服侍先帝，我就滿足了！」
元祐四年（1089年）六月，卒，年三十六，贈充儀，命延福宮使、寧國軍節度觀察留後、入內內侍省都知張茂則護葬事。紹聖三年（1096年）四月，以遂寧郡王出閣，贈貴儀。元符三年（1100年）正月，端王即皇帝位，追尊皇太妃。建中靖國元年（1101年），正月, 向太后崩，遺命宋徽宗需尊生母陳貴儀為皇太后，陳貴儀這才得到皇太后身分，並獲尊諡欽慈皇后「威儀悉备曰欽，敬事节用曰欽；一心均爱曰慈，能以仁教曰慈」，陪葬永裕陵。
陳氏死後，娘家得到擢拔。子徽宗追贈其父陳守貴為太尉，命長兄陳永成為內殿承制、閤門祗候，次兄陳永清為東頭供奉官、看班祗候，姪子陳仲堅為左侍禁。

## 家族
- 曾祖：陳懷德，初贈忠州防禦使、再贈太保
- 祖：陳繼榮，終官內殿承制、贈太傅
- 父：陳守貴，初贈右監門衛將軍、再贈太尉、谥号荣穆（宠禄广大曰荣 中情见貌曰穆）
- 兄：陳永成，內殿承製、閤門邸候
- 兄：陳永清，東頭供奉官、看班邸候
- 姪：陳仲堅，終官夔州觀察使、右金吾衛大將軍、提舉萬壽觀、贈承宣使

## 延伸阅读
[在维基数据编辑]
 《宋史·卷243》，出自脱脱《宋史》